# Pórtico Real (catedral de Chartres)

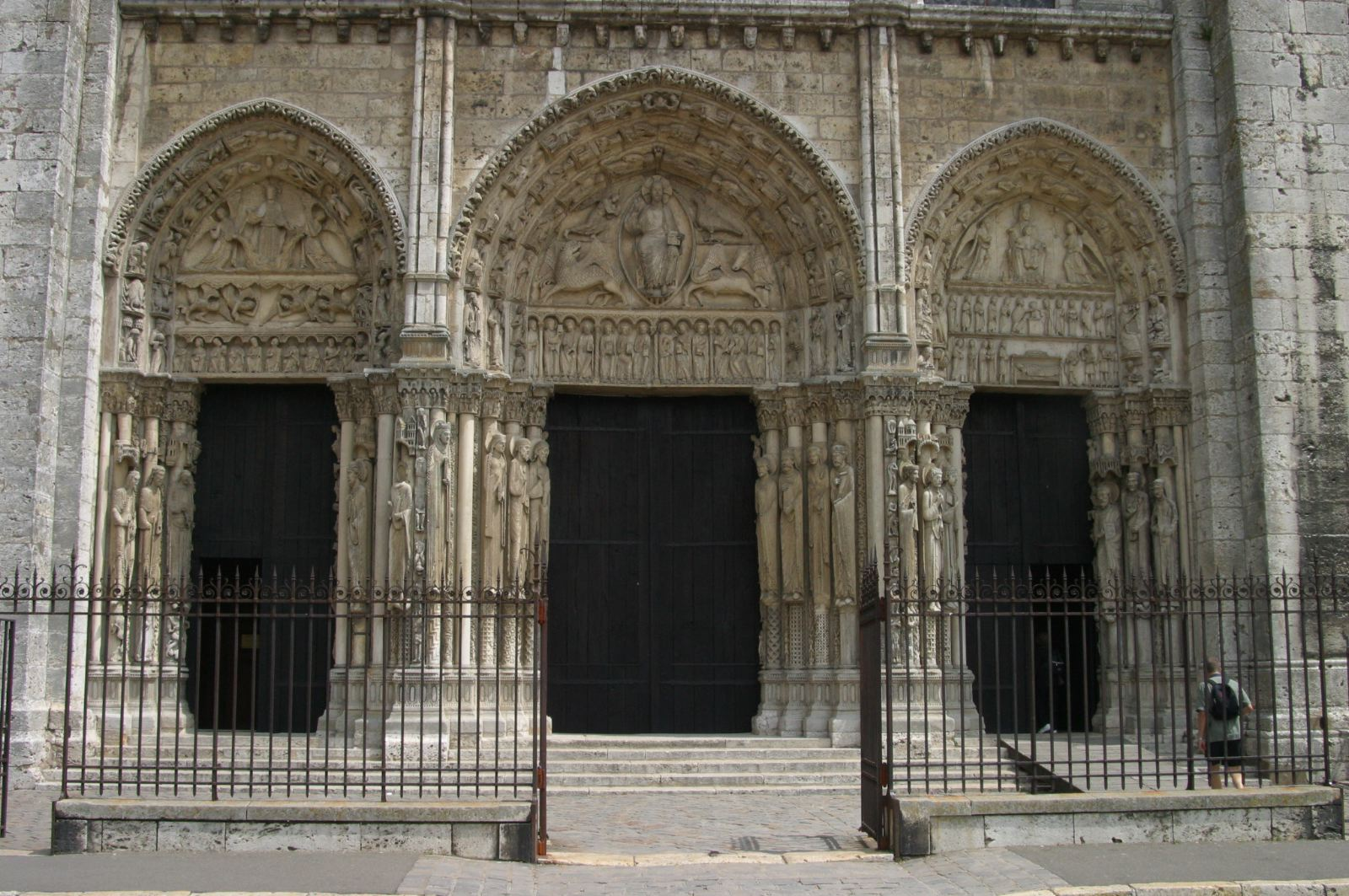
Pórtico Real

El Pórtico Real de la catedral de Chartres, en Francia, es un pórtico gótico con tres portales ubicado en la fachada occidental de dicha catedral. Data de los años 1145-1150. Es por tanto anterior al gran incendio del año 1194, que destruyó la mayor parte del edificio, llevando a la reconstrucción del templo en estilo gótico. El Pórtico Real, no obstante, se salvó –es uno de los pocos elementos que sobreviven de la iglesia de mediados del siglo XII– y fue integrado en la nueva catedral construida después del incendio. Ha llegado casi intacto a la actualidad y forma parte de la fachada occidental de la catedral. 
El Pórtico Real tiene forma de embudo, lo que posteriormente sería una norma común para las catedrales góticas. Consta de tres vanos ricamente decorados. Esta composición tripartita tiene una clara influencia de fachada armónica de ascendencia anglo-normanda. De estructura innovadora, este triple portal con estatuas laterales, con tímpano, dintel y esculturas esculpidas tiene una importante influencia arquitectónica pues fue repetida en numerosas catedrales góticas (Le Mans, Angers, pórticos norte y sur de Bourges, estatuas-columnas de Rochester y Sangüesa). Situada como bisagra entre el arte románico y el gótico, destaca por la gran calidad de sus esculturas y probablemente fue realizado por los mismos escultores que hicieron el portal de la basílica de San Dionisio, cerca de París, pues las esculturas y relieves de Chartres parecen estar inspirados en los que tenía el pórtico occidental de San Dionisio, destruidos durante la Reforma protestante en el siglo XVI. 
Los pórticos son el lugar principal para las imágenes esculpidas en una catedral gótica y es en esta fachada occidental de Chartres donde esta práctica comenzó a desarrollarse como una summa visual o enciclopedia de conocimiento teológico. Cada uno de los tres portales se centra en un aspecto diferente del papel de Cristo; su encarnación terrenal a la derecha, la segunda llegada a la izquierda y su aspecto eterno en el centro.

## Elementos horizontales
Aunque las partes superiores de los tres portales son tratados separadamente, dos elementos escultóricos recorren horizontalmente por la fachada, uniendo sus diferentes partes.
Las más vistosas son las esculturas de las jambas, que representan un ciclo narrativo sobre la vida de Cristo y fijadas a las columnas que flanquean las puertas: altas, delgadas, de reyes y reinas de donde deriva el nombre de Pórtico Real. Aunque en los siglos XVIII y XIX estas figuras se identificaron erróneamente como los monarcas merovingios de Francia (atrayendo así el oprobio de los iconoclastas revolucionarios) casi con seguridad representan a los reyes y las reinas del Antiguo Testamento: otro rasgo iconográfico habitual de los portales góticos. Las figuras son básicamente simbólicas. Muestran una expresión serena, distinta a la severidad habitual en el románico precedente. Las figuras reales tienen una estatura menor, pero aun así casi igual que las figuras bíblicas, simbolizando una relación de parentesco entre la realeza y la divinidad.
Las tres entradas vienen precedidas por un tramo de escalera de cinco peldaños y están unificadas por un largo friso intrincadamente tallado que, recorriendo la fachada de capitel en capitel entre las estatuas-columnas y los tímpanos, relata la vida de Cristo con docenas de pequeñas figuras repartidas en treinta y seis escenas. Este friso se lee de derecha a izquierda yendo del portal central al nuevo campanario, luego de izquierda a derecha yendo del portal central al campanario antiguo. Tallados en estos capiteles está una larga narración que relata la vida de la Virgen y la vida y pasión e Cristo. Los frisos de la izquierda narran escenas de la vida de la Virgen en su juventud con sus padres san Joaquín y santa Ana enfrentándose a la infertilidad, lo que podría ser una referencia a la devoción local hacia la Virgen como protectora de parturientas y neonatos. Los frisos de la derecha relatan escenas de la vida de Cristo, con el Bautista y la Presentación en el Templo.
El programa iconográfico combina escenas del Antiguo y el Nuevo Testamento, asociando así los precursores de la Cristiandad —el pueblo judío– con el cumplimiento de la promesa, formulado según el dogma cristiano. Los tres tímpanos proclaman los misterios de la Fe. Representan respectivamente de izquierda a derecha, según la común interpretación: la Ascensión, la Parusía y la Encarnación.
Los capiteles de los tres portales constituyen un friso ininterrumpido con escenas de la vida de Jesús. La lectura se hace, primero, desde el centro hacia la izquierda, y después, desde el centro hacia la derecha. Desde el centro hacia la izquierda, se representa a san Joaquín y santa Ana, el nacimiento de María, la presentación de María en el Templo, el matrimonio de María y José, la anunciación del ángel Gabriel, la visita de María a Isabel, el nacimiento de Jesús, el anuncio del ángel a los pastores, el rey Herodes y los tres reyes magos, el viaje a Egipto y la matanza de los inocentes. Desde el centro hacia la derecha, se muestra la presentación de Jesús en el Templo, el bautismo de Jesús por Juan, el viaje de Jesús al desierto, los primeros apóstoles, la traición de Judas, la última cena, y ya en la puerta de la derecha, el arresto de Jesús, la entrada triunfal de Jesús el domingo de Ramos, la Sepultura, el Duelo de las mujeres, el reencuentro con Jesús resucitado y el mandato de Jesús a los apóstoles. 

## Portal central: el Juicio Final

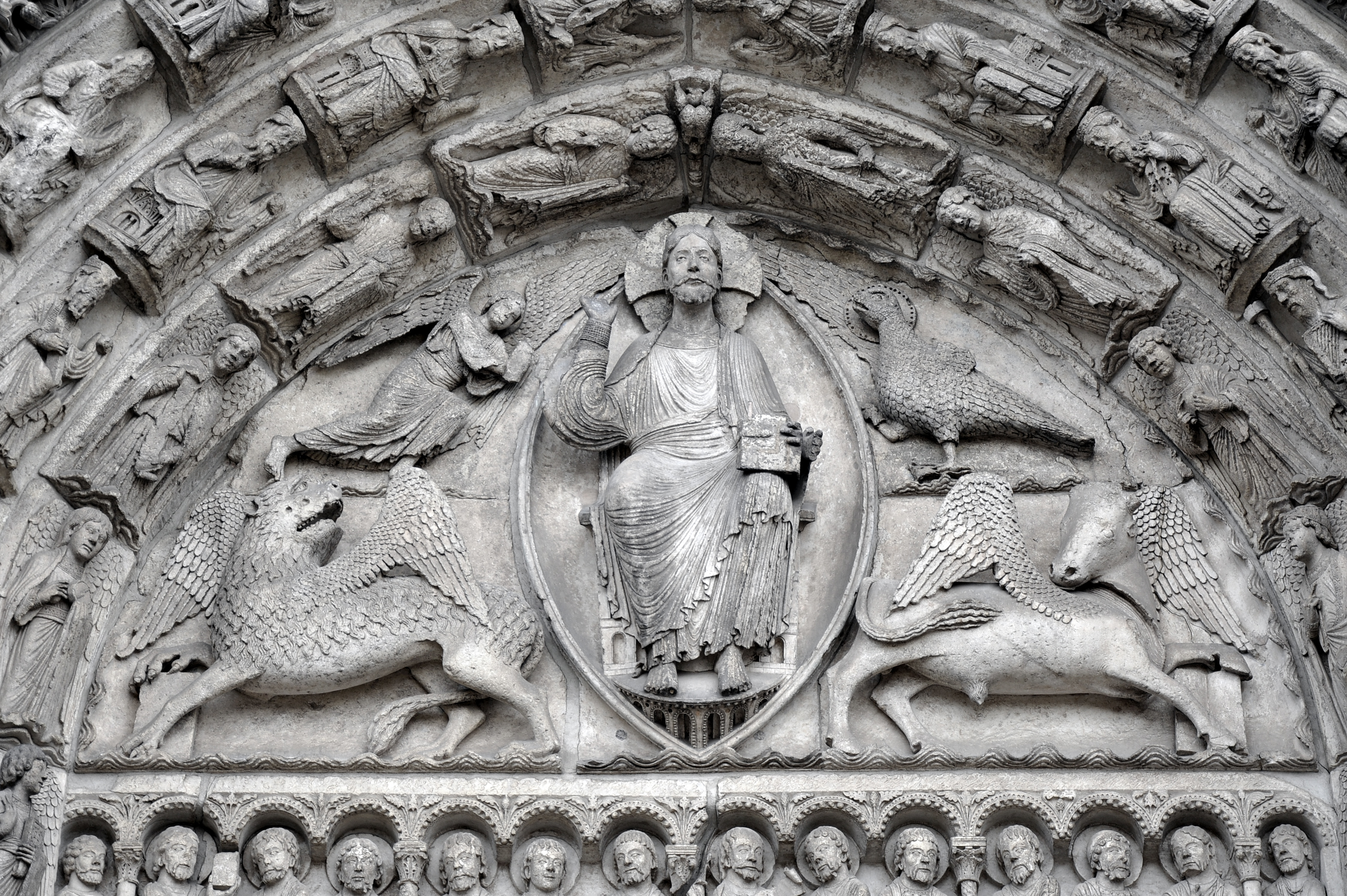
Tímpano: Cristo rodeado por el tetramorfos.

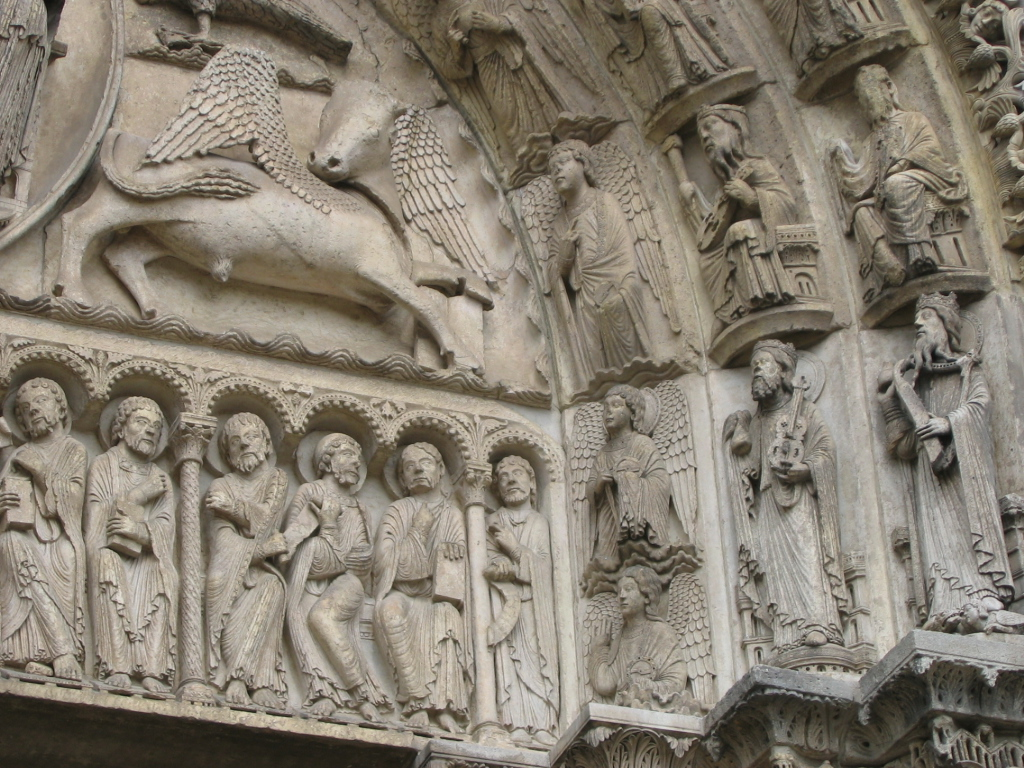
Portal central

El portal central es una representación, más convencional que los laterales, del Juicio Final tal como se describe en el cuarto capítulo del Apocalipsis. 

### Tímpano
En el centro del tímpano está Cristo Pantocrátor enmarcado en una mandorla rodeado por los cuatro símbolos de los evangelistas (el tetramorfos). Cristo alza su mano derecha y sostiene el Libro de la Vida en la izquierda; pose única en la imaginería medieval y que se cree simboliza la esencia humana y divina de Cristo en iguales proporciones. El friso del dintel representa a los doce apóstoles, así como dos personajes, quizá los profetas Elías y Enoc. Están enmarcados por arquitecturas en cuatro grupos de tres figuras con un simbolismo que indica que han predicado la trinidad en los cuatro puntos cardinales de la Tierra. 

### Arquivoltas
Las arquivoltas muestran una compañía celestial que glorifica a Cristo: los ángeles con astrolabios y a los veinticuatro patriarcas del Apocalipsis sosteniendo en sus manos potes de perfume e instrumentos musicales. En la parte superior, dos ángeles sostienen una corona sobre la cabeza de Cristo.

### Columnas

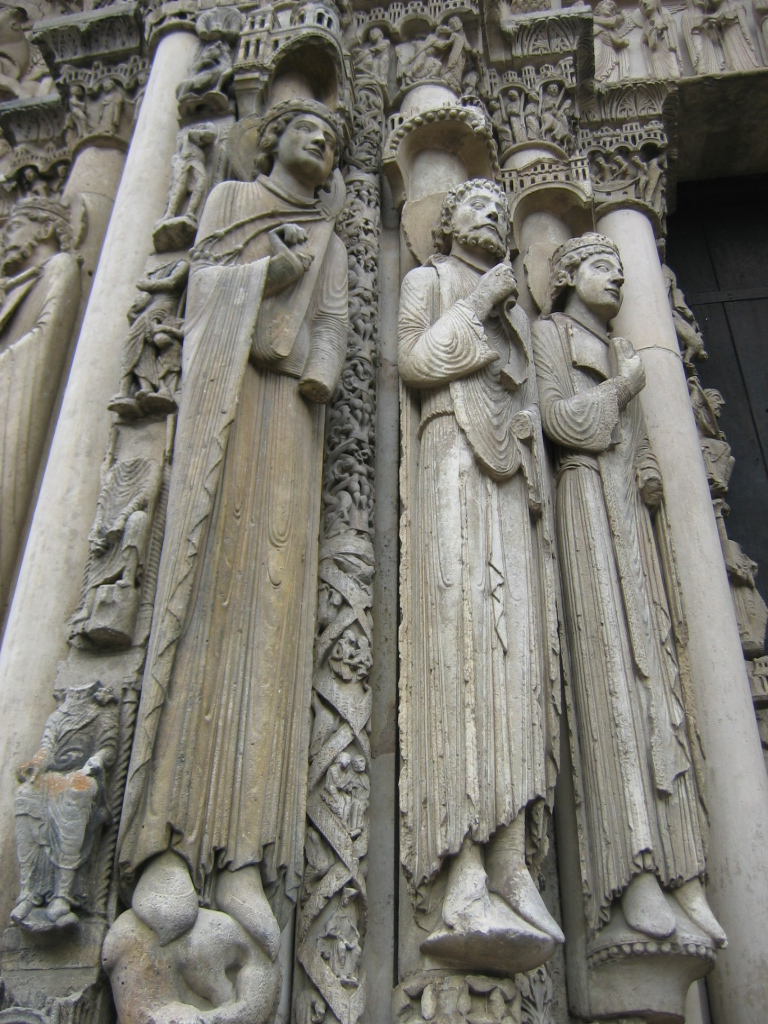
A la izquierda: joven rey (Algunas estatuas han sido retiradas por su estado de deterioro. El original se expone en una de las criptas.), Rolando, Luis VII
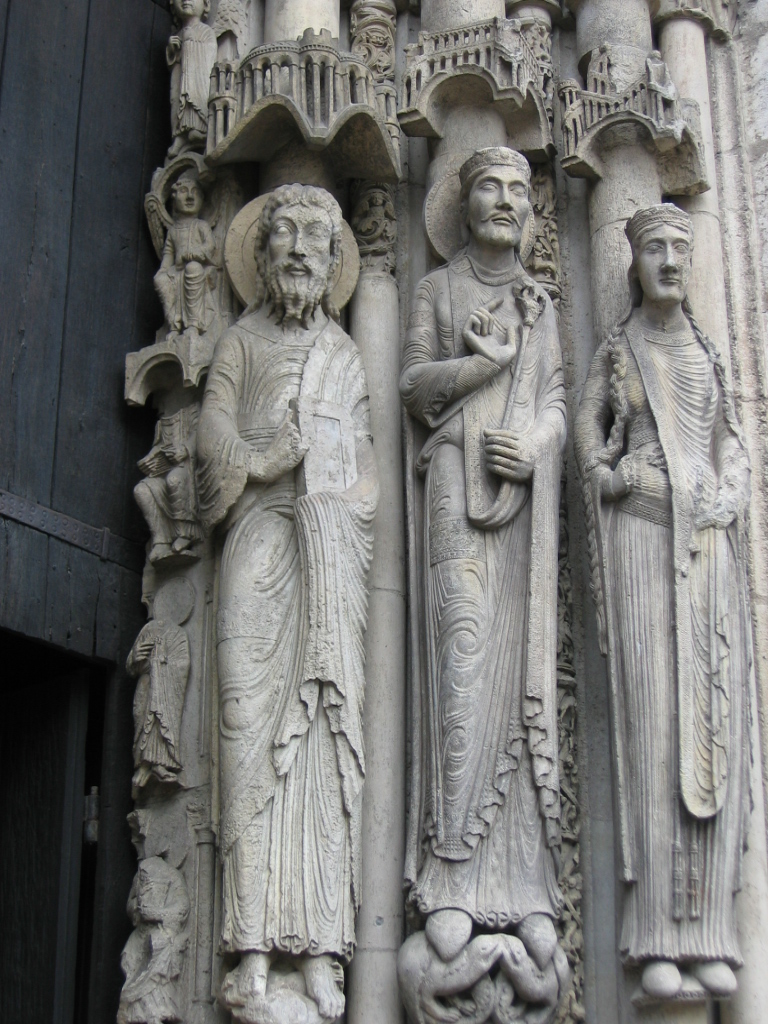
A la derecha: Mateo, Carlomagno o Constantino I, Hildegarda de Anglachgau o una reina

Las estatuas-columnas que sostienen el tímpano representan a David, la Reina de Saba, Salomón, tal vez a Isaías o Ezequiel. La decoración que rodea las estatuas representa los últimos destellos del estilo románico: está compuesto por entrelazados, columnillas y hojas de acanto que reflejan influencias meridionales.

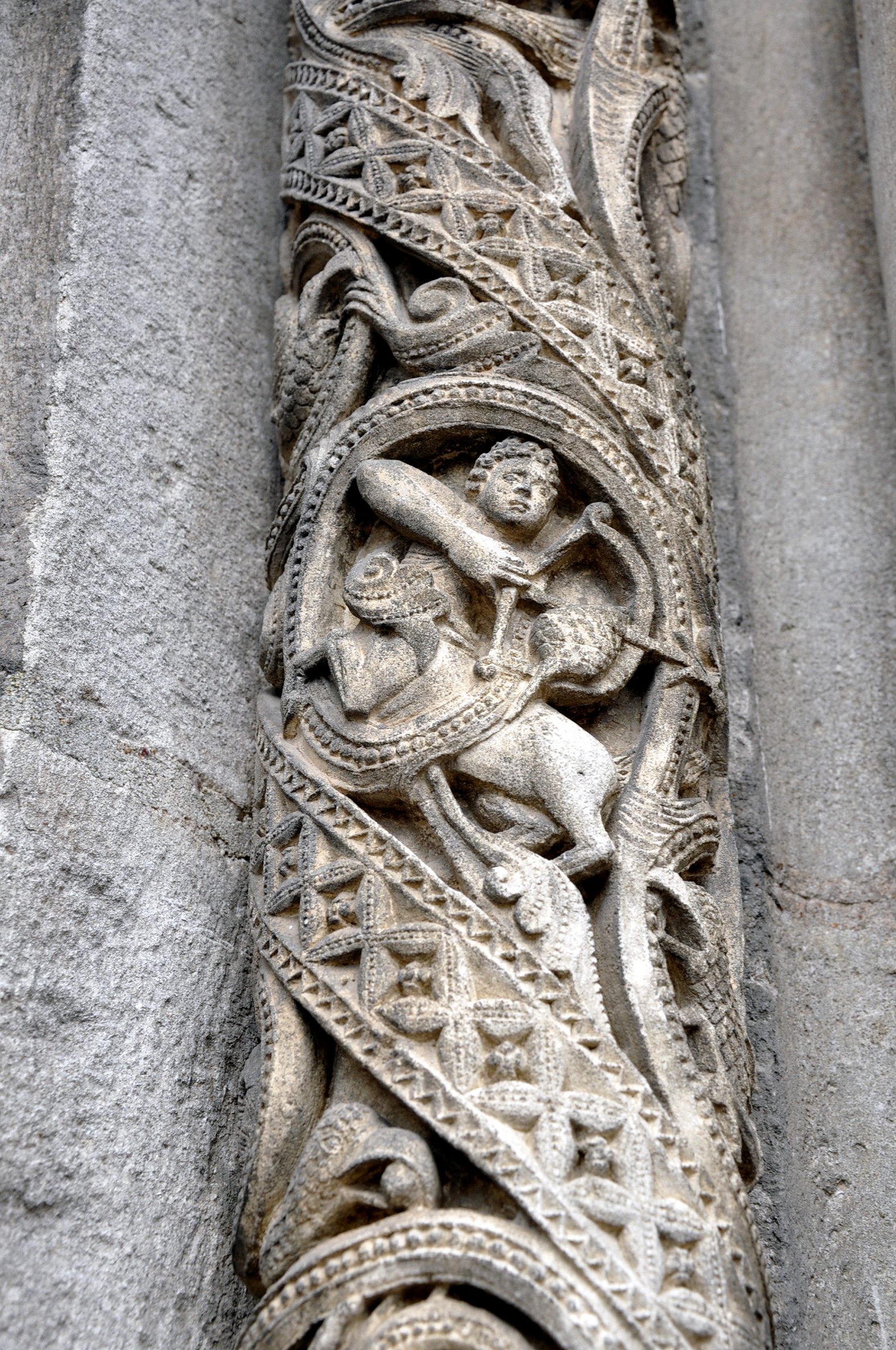
Columnilla esculpida con un elemento del zodiaco, a la izquierda: signo de sagitario
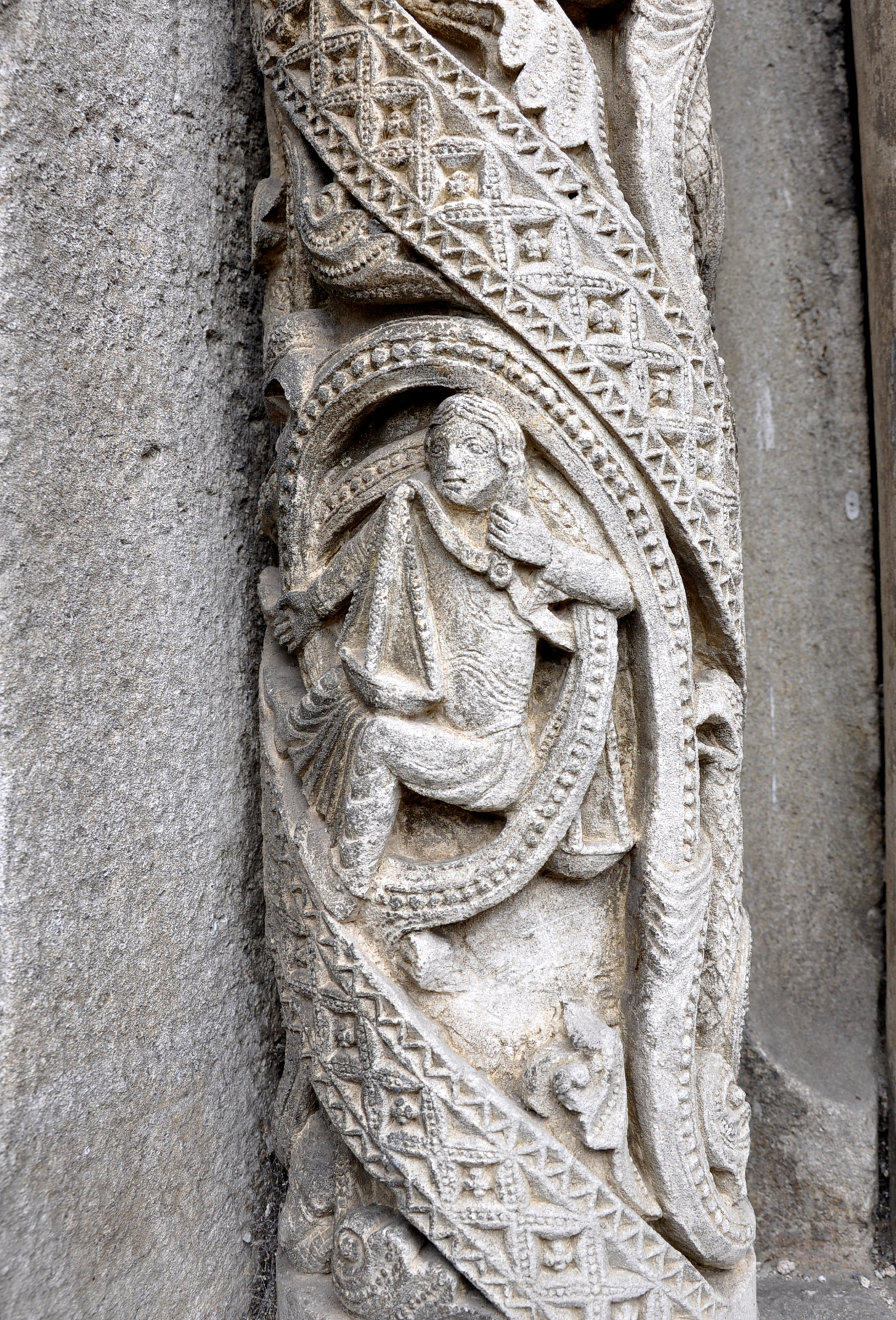
Misma columnilla, signo de libra
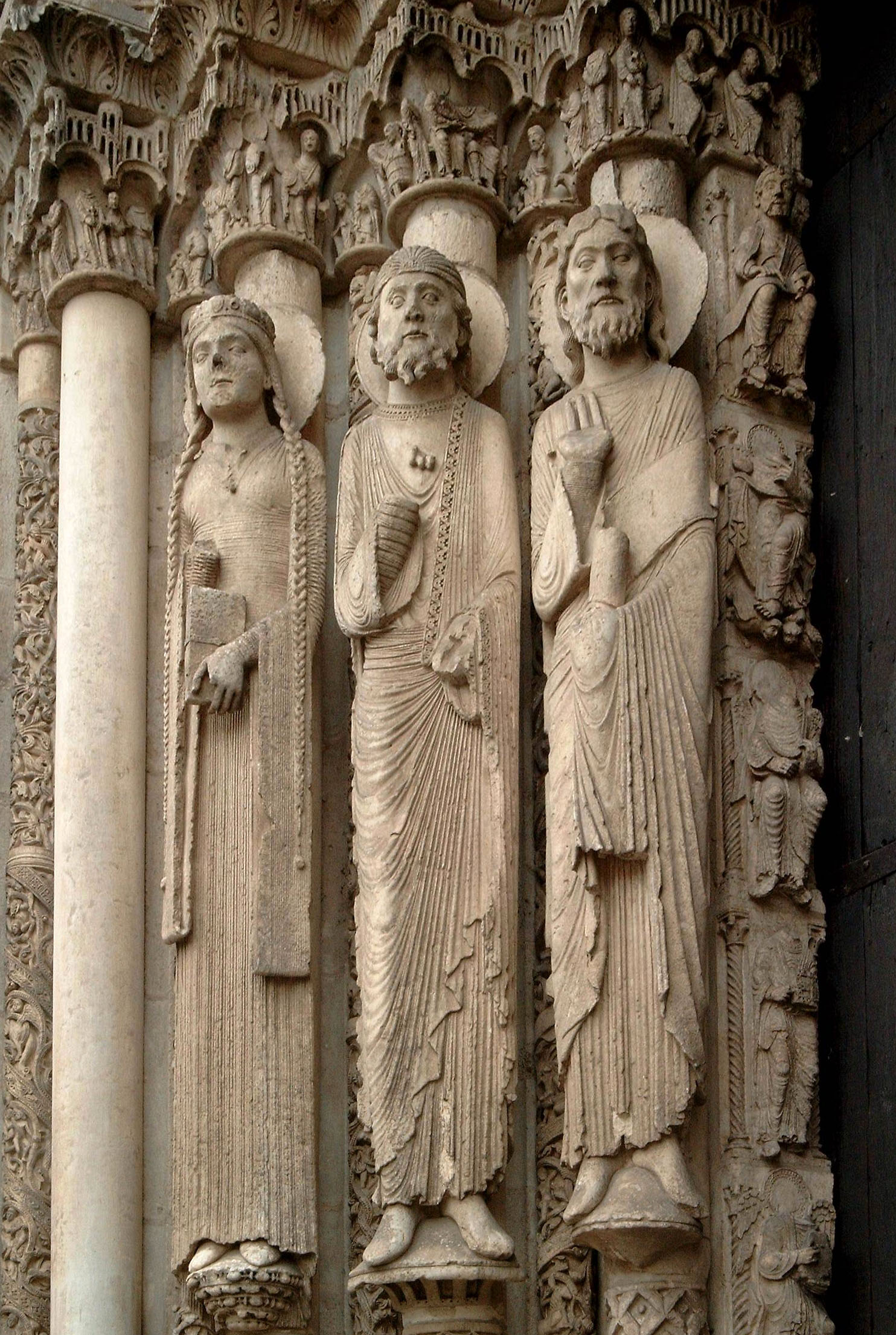
Tres estatuas a la izquierda: reina, José (?), Isaías (?)
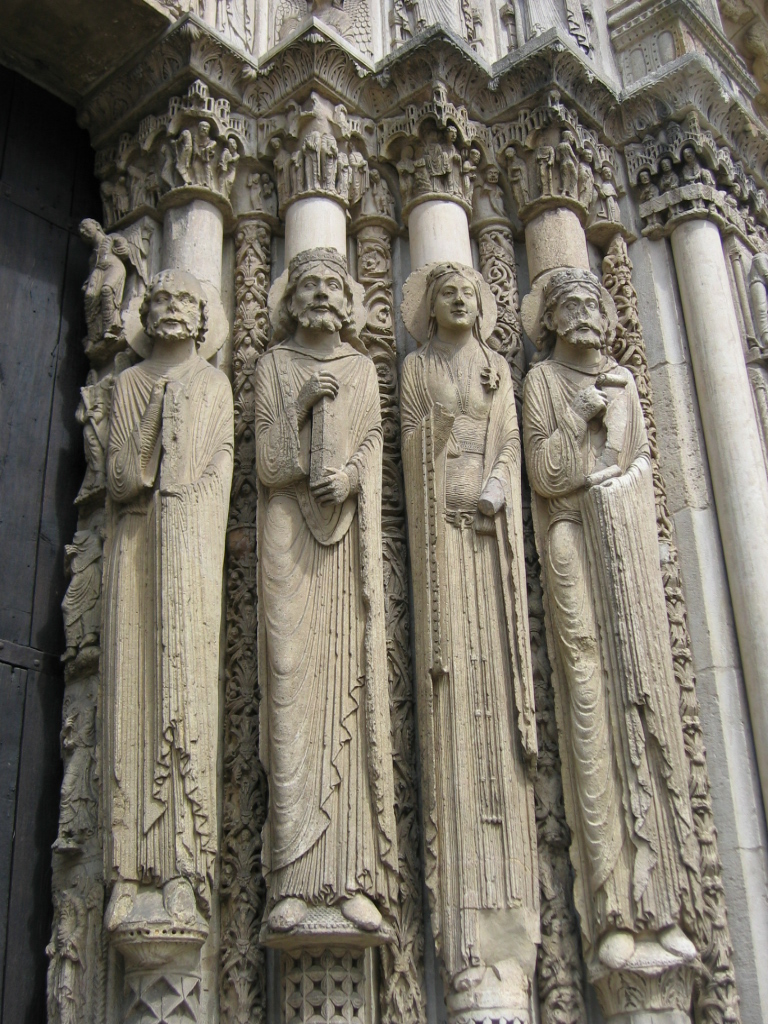
Estatuas de la derecha: Ezequiel[7] o Samuel, David, la reina de Saba, Salomón

## Portal izquierdo: un enigma

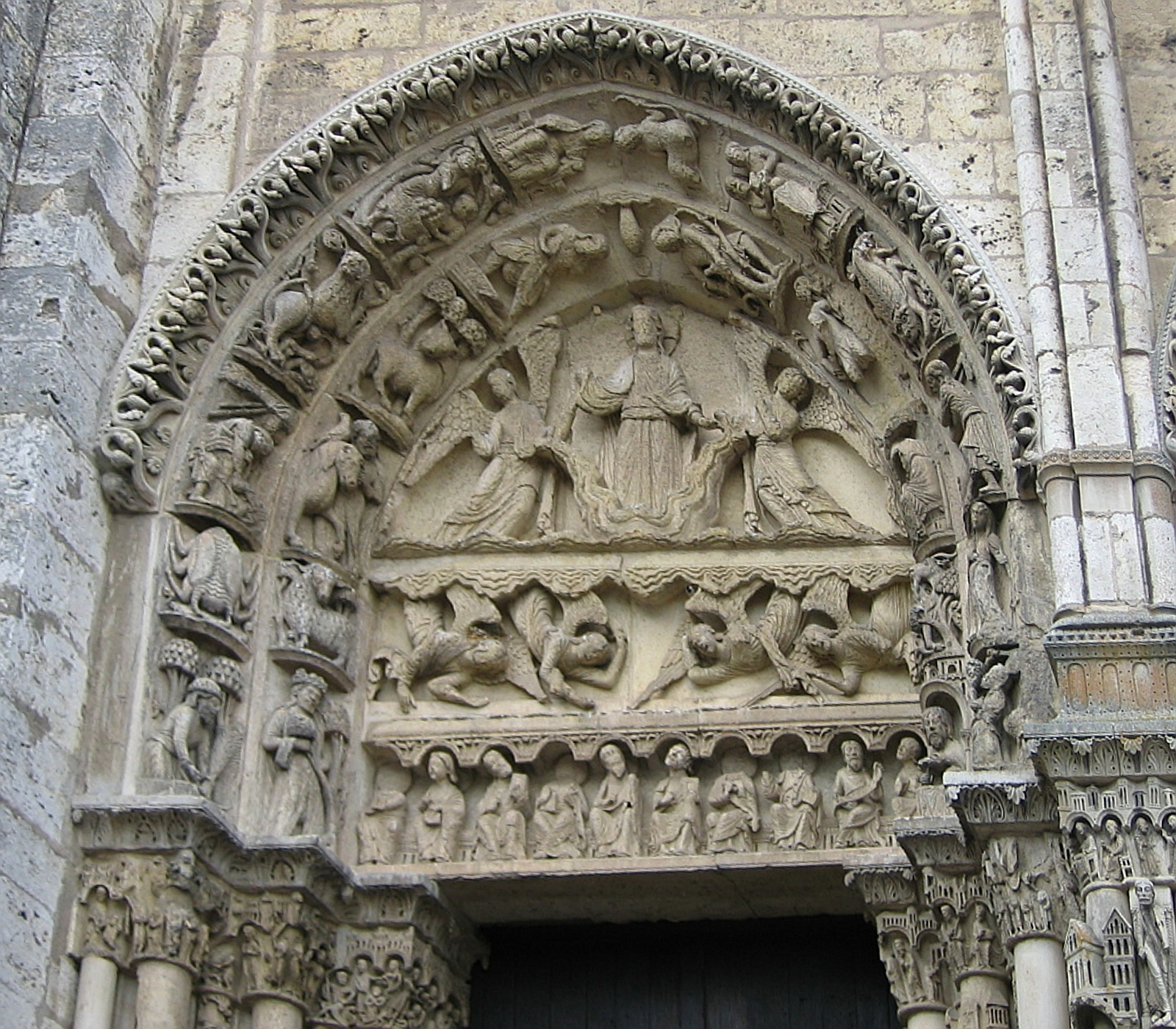
El tímpano: Cristo sostenido por los ángeles.

El pórtico izquierdo es más enigmático que el derecho, y los historiadores del arte aún discrepan sobre la identificación correcta. No existe acuerdo sobre si está dedicado a la ascensión de Cristo o tal vez a su segunda venida. 

### Tímpano
El tímpano muestra a Cristo en una nube sostenido por dos ángeles. En el friso superior, situado inmediatamente debajo de la figura de Cristo, hay cuatro ángeles cantores cuya presencia, descendiendo de una nube y aparentemente gritando a las diez figuras que quedan debajo, parecería apoyar la interpretación de que lo representado es la segunda venida de Cristo o parusía. 
Respecto al friso inferior, el del dintel, las diez figuras representadas en él, que miran hacia arriba, pueden ser interpretadas de distinta forma dependiendo de la interpretación general del tímpano. Si es una representación de la ascensión de Cristo, las diez figuras del friso inferior, con libros y pergaminos, representarían a los apóstoles como testigos de este acontecimiento. Para los que ven en esta escena la segunda venida de Cristo, esas figuras podrían ser bien los profetas que lo previeron o quizá los «hombres de Galilea» mencionados en Hechos, 1:9-11.

### Arquivoltas
Las dos arquivoltas muestran los símbolos del zodiaco alternados con labores relativas a los doce meses, temas comunes en el románico francés, una referencia estándar a la naturaleza cíclica que aparece en muchos portales góticos. Comienza, la arquivolta anterior, por el mes de enero y el signo de capricornio desde la parte baja a la derecha. Tras llegar el mes de marzo a la parte superior, el mes de abril continúa en la parte baja de la izquierda, y encima de ella mayo y junio. El mes de julio continúa en la arquivolta exterior, abajo a la izquierda, y encima, agosto y septiembre. El mes de octubre continúa en la parte derecha, abajo, de la arquivolta exterior. Encima de octubre se representan noviembre y diciembre.

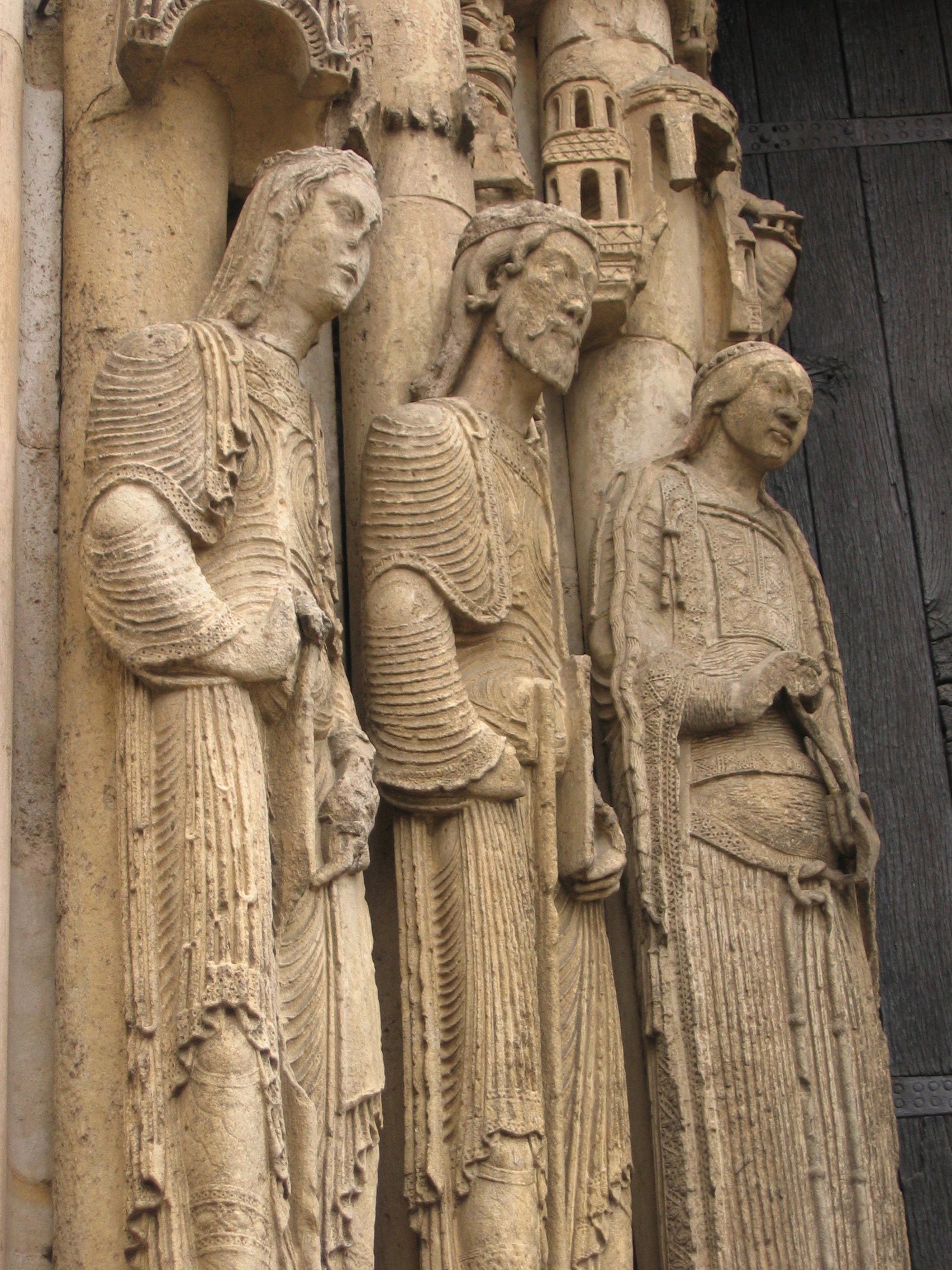
Parte izquierda: Sara (?), Abraham (?), Agar (?)
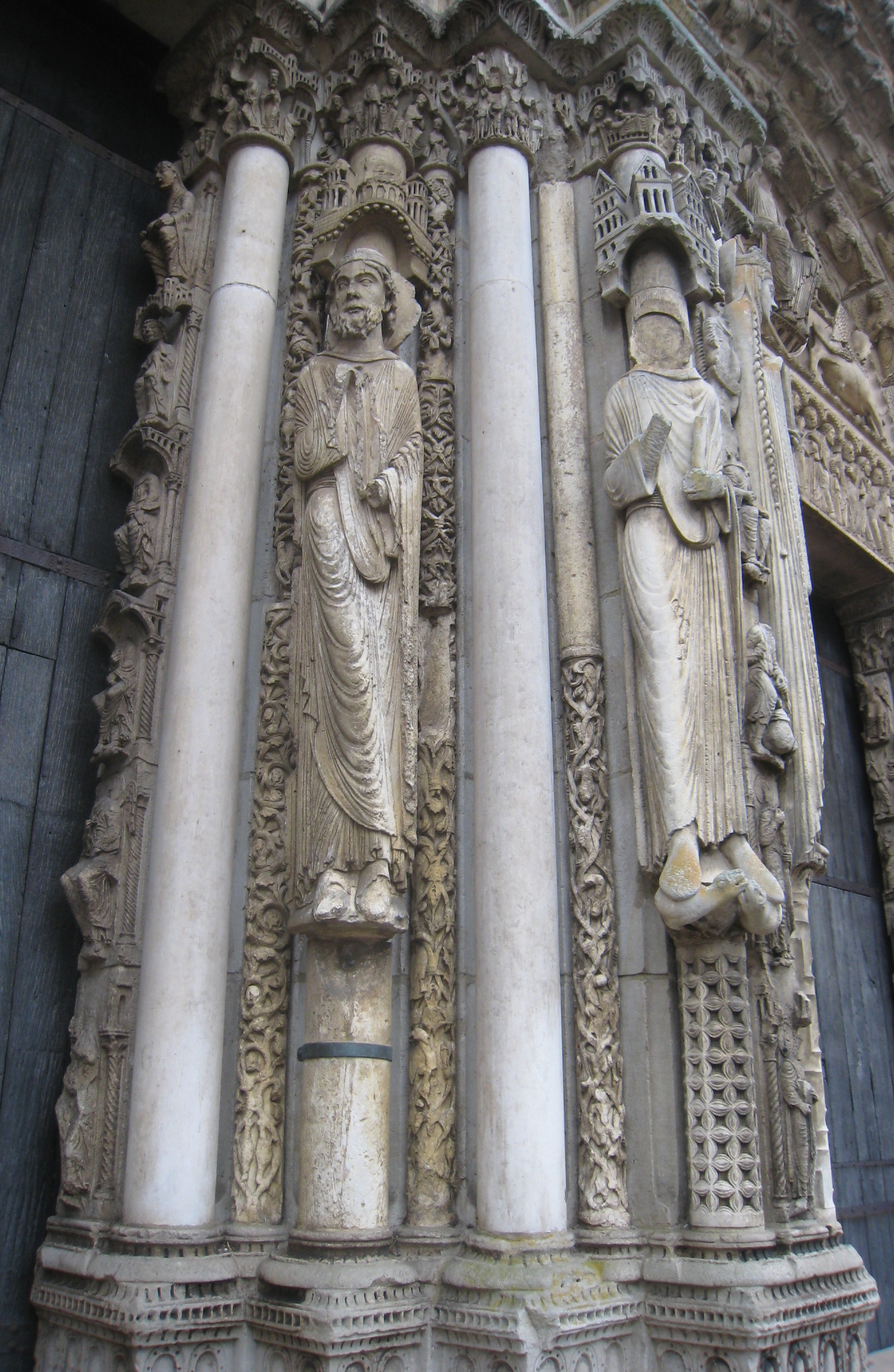
Parte derecha: Moisés y estatuas mutiladas (copia)
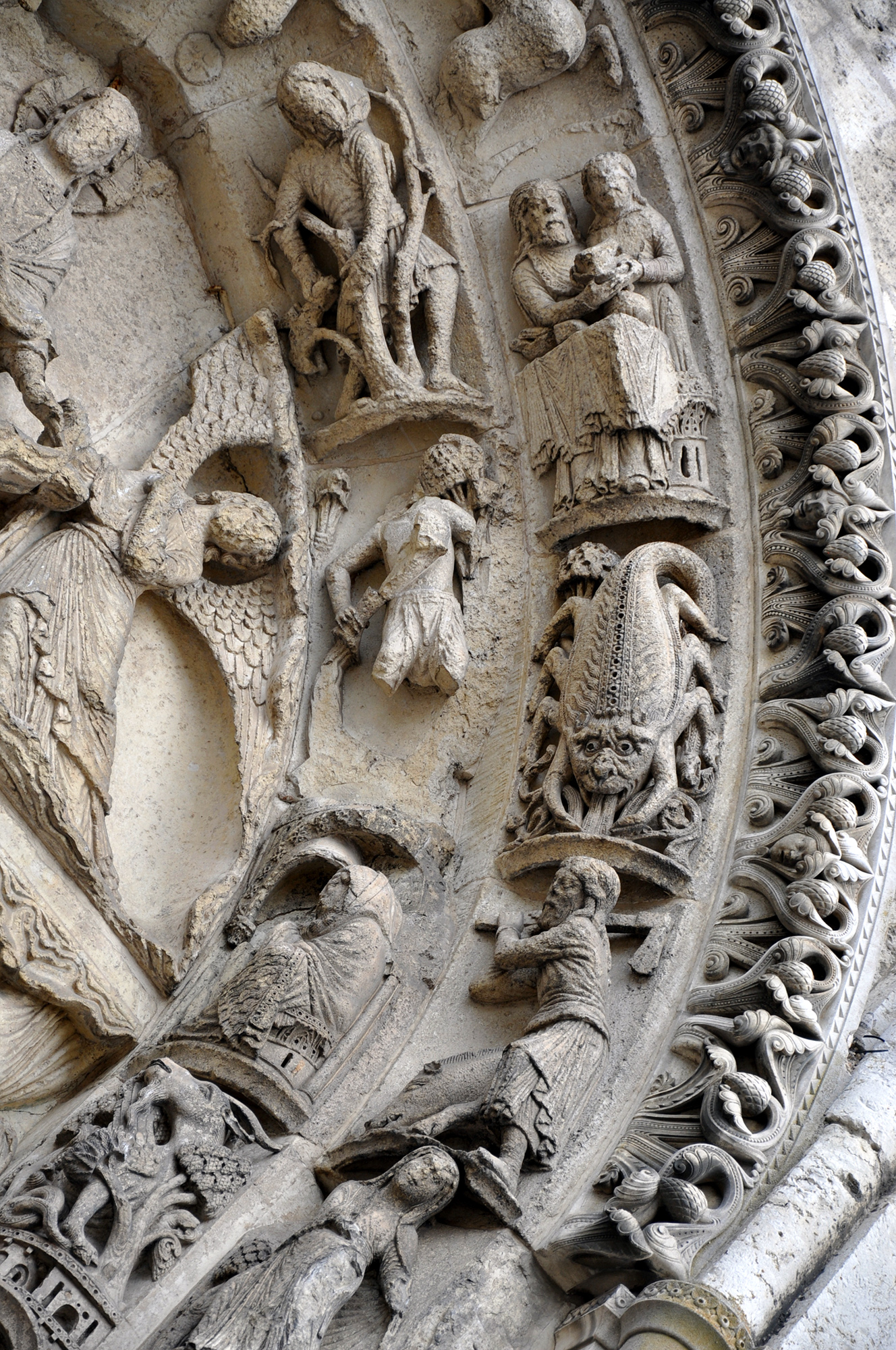
Algunos signos del zodíaco y actividades típicas de ciertos meses del año

### Columnas
La lectura se hace de izquierda a derecha. La identificación de los personajes de las columnas no es segura. Las tres de la izquierda podrían ser Sara, Abraham y Agar. En la derecha solo se conservan dos figuras, una atribuida a Moisés, la otra ha perdido el rostro.

## Portal derecho: la Virgen María

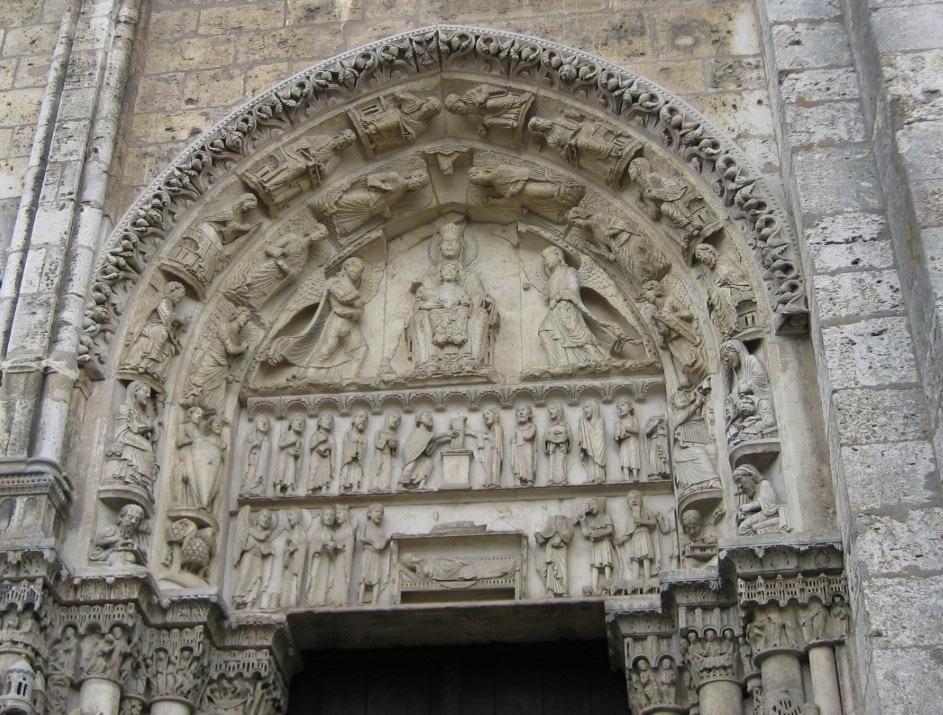
Tímpano: (de arriba abajo) la Virgen entronizada; la presentación de Jesús en el templo; la Anunciación, Visitación y Natividad.

El pórtico derecho muestra la misma estructura. Su tema es la pureza de María y su dignidad como madre de Cristo. Es hoy en día la entrada habitual a la catedral, por el lado occidental. 

### Tímpano
En el tímpano figura la Virgen con el niño entronizada entre dos ángeles, en la postura Sedes sapientiae. En el momento de su construcción esta representación era una novedad ya que el tema central había estado siempre dedicado a Cristo. Bajo la figura de la Virgen en el trono de la sabiduría se disponen dos frisos que relatan episodios de la vida de la madre de Cristo. El friso superior muestra la presentación de Jesús en el Templo, con la Virgen, Simeón y otras figuras; este episodio está estrechamente relacionado con la purificación de la Virgen después del parto. El friso inferior narra la Anunciación, Visitación de la Virgen, Natividad de Jesús y Anunciación a los pastores cuidando sus rebaños; algo inusual, mostrar hombres comunes entre las figuras divinas.

### Arquivoltas

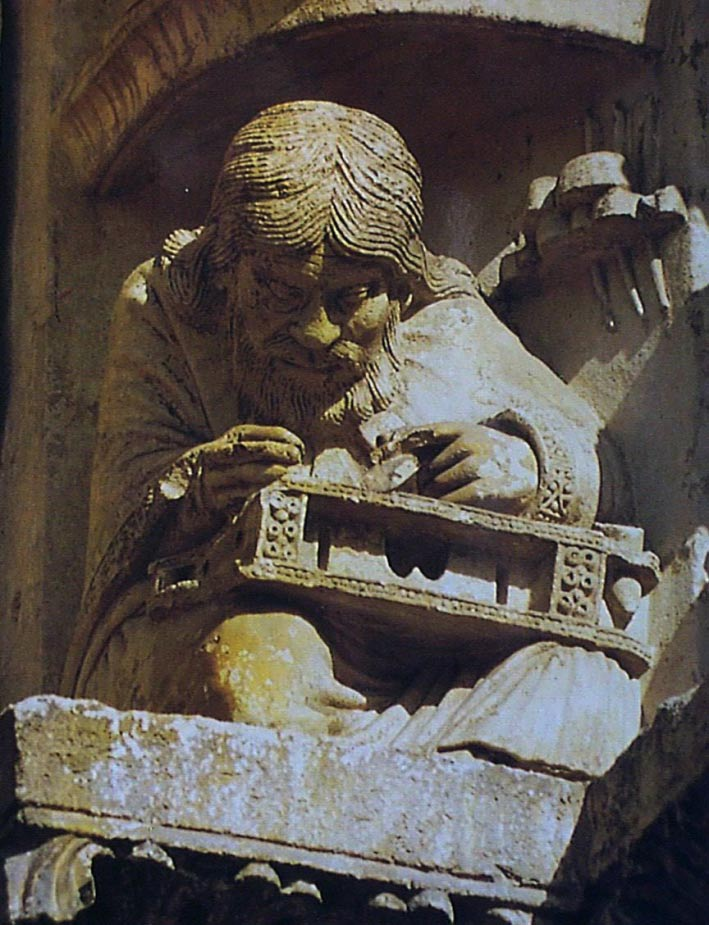
Pitágoras, en la arquivolta interior.

La arquivolta interior está decorada con seis ángeles, que complementan así a los dos ángeles del tímpano que rodean a María. Las dos figuras inferiores de cada lado forman parte de un conjunto con las figuras de la arquivolta exterior.
Esas cuatro figuras de los extremos inferiores de la arquivolta interior, junto con las figuras de la arquivolta exterior, parecen mostrar una concepción diferente, más ajena a la figura de María. A modo de recordatorio de los gloriosos días de la escuela catedralicia de Chartres, fundada en 990 y que tuvo su máximo esplendor en la primera mitad del siglo XII, se muestran alegorías de las siete artes liberales (y dos símbolos zodiacales, los gemelos y las setas, en la arquivolta interior, abajo a la izquierda, que no cupieron en las arquivoltas del portal izquierdo) alternadas con los autores y filósofos clásicos más relacionados con cada una de ellas: Pitágoras para la música (en la arquivolta interior, abajo a la derecha), y Nicómaco, Gerberto o Boecio para la aritmética, Quintiliano o Cicerón para la retórica, Arquímedes o Euclides para la geometría, Sócrates o Platón, incluso Aristóteles(en la arquivolta exterior, la primera figura de abajo a la izquierda) para la filosofía, Ptolomeo para la astronomía, al final, en la primera figura de abajo a la derecha, Quilón o Donato para la gramática.

### Columnas
- A la izquierda: joven rey (Algunas estatuas han sido retiradas por su estado de deterioro. El original se expone en una de las criptas.), Rolando, Luis VII[6]
- A la derecha: Mateo, Carlomagno o Constantino I, Hildegarda de Anglachgau o una reina[6]

## Usos
Abierto al parvis (la amplia plaza frente a la catedral donde se celebraban los mercados), las dos puertas laterales habrían sido el primer punto de entrada para la mayor parte de los visitantes de Chartres, como lo es hoy en día. La puerta central sólo se abre para la entrada de procesiones en las principales festividades, de las cuales la más importante es el Adventus o instalación de un nuevo obispo. La apariencia armoniosa de la fachada es resultado, en parte, de las proporciones relativas de los portales central y laterales, cuya anchura guarda la proporción 10:7 – una de las aproximaciones medievales más comunes a la raíz cuadrada de 2.